# WhoCares
WhoCares es un supergrupo formado por Ian Gillan de Deep Purple y Tony Iommi de Black Sabbath en 2011, contando con la participación de numerosos músicos reconocidos como Jason Newsted(Ex-Metallica) vocalista, bajista/guitarrista de Newsted o Jon Lord(†)(Ex-pianista y tecladista de  Deep Purple). Todo el dinero recaudado por la banda fue destinado para reconstruir una escuela en Gyumri, Armenia después de la destrucción de dicha ciudad en 1988.

## Miembros
El supergrupo fue creado originalmente por Ian Gillan y Tony Iommi.
Numerosos músicos tienen participación en el proyecto, entre los más notables están: Jon Lord, Jason Newsted,  Nicko McBrain y Mikko "Linde" Lindström. Cada uno de ellos está y han estado en grupos que hicieron historia en la música.

## Proyecto
Después del proyecto, el grupo realizó un viaje hacia Armenia para recibir un honor presidencial por sus esfuerzos. La escuela de música no tenía directores y requería de instrumentos musicales. Gillan y Iommi formaron WhoCares para financiar dicha escuela y solicitar ayuda de otros artistas para hacer música caritativa.

## Discografía
| Año       | Álbum                             | Posición | Posición | Certificación |
| Año       | Álbum                             | NOR      | SWE      | Certificación |
| --------- | --------------------------------- | -------- | -------- | ------------- |
| 2011/2012 | Ian Gillan & Tony Iommi: WhoCares | 29       | 26       |               |

### Sencillos
| Año  | Single                        | Posición | Certificación | Álbum                             |
| Año  | Single                        | GER      | Certificación | Álbum                             |
| ---- | ----------------------------- | -------- | ------------- | --------------------------------- |
| 2011 | "Out of My Mind / Holy Water" | 86       |               | Ian Gillan & Tony Iommi: WhoCares |